# 애스크 더 더스트
《애스크 더 더스트》(영어: Ask the Dust)는 미국에서 제작된 로버트 타운 감독의 2006년 로맨틱 드라마 영화이다. 콜린 패럴 등이 출연하였다.

## 출연진
- 콜린 패럴
- 살마 하예크
- 도널드 서덜랜드
- 아일린 앳킨스
- 이디나 멘젤
- 저스틴 커크
- 디온 바스코
- 제러미 크러츨리
- 윌리엄 메이포서
- 태머라 크레이그 토머스